# Esqui aquático nos Jogos Pan-Americanos de 2023 - Wakeboard masculino
O evento do wakeboard masculino do esqui aquático nos Jogos Pan-Americanos de 2023 foi disputado entre 21 e 24 de outubro de 2023 na Lagoa Los Morros, em San Bernardo. Um total de oito esquiadores aquáticos, cada um representando um Comitê Olímpico Nacional (CON), participaram da competição.

## Calendário
Horário local (UTC−3).
| Data          | Hora  | Fase            |
| ------------- | ----- | --------------- |
| 21 de outubro | 14:30 | Qualificatórias |
| 22 de outubro | 16:05 | Repescagem      |
| 24 de outubro | 15:50 | Final           |

## Medalhistas
| Ouro   | ARG Kai Ditsch     |
| Prata  | CAN Hunter Smith   |
| Bronze | USA Daniel Johnson |

## Resultados

### Qualificatórias
Os dois primeiros de cada bateria avançam para a final; os restantes avançam para a repescagem.
Bateria 1
| Pos. | Esquiador            | CON                | Exec. | Int.  | Comp. | Result. | Notas |
| ---- | -------------------- | ------------------ | ----- | ----- | ----- | ------- | ----- |
| 1    | Kai Ditsch           | ARG Argentina      | 27.20 | 27.28 | 27.20 | 81.67   | Q     |
| 2    | Daniel Johnson       | USA Estados Unidos | 25.86 | 25.94 | 25.86 | 77.67   | Q     |
| 3    | Jorge Rocha          | COL Colômbia       | 23.87 | 23.38 | 23.87 | 71.11   | R     |
| 4    | Maximiliano Barberis | CHI Chile          | 19.98 | 20.60 | 19.98 | 60.56   | R     |

Bateria 2
| Pos. | Esquiador        | CON          | Exec. | Int.  | Comp. | Result. | Notas |
| ---- | ---------------- | ------------ | ----- | ----- | ----- | ------- | ----- |
| 1    | Pablo Monroy     | MEX México   | 26.09 | 26.16 | 26.09 | 78.33   | Q     |
| 2    | Hunter Smith     | CAN Canadá   | 23.31 | 23.38 | 23.53 | 70.22   | Q     |
| 3    | Henrique Daibert | BRA Brasil   | 19.43 | 19.48 | 19.43 | 58.33   | R     |
| 4    | Camilo Corrales  | PAR Paraguai | 6.66  | 6.68  | 6.66  | 20.00   | R     |

### Repescagem
Os dois primeiros na repescagem avançam para a final.
| Pos. | Esquiador            | CON          | Exec. | Int.  | Comp. | Result. | Notas |
| ---- | -------------------- | ------------ | ----- | ----- | ----- | ------- | ----- |
| 1    | Jorge Rocha          | COL Colômbia | 27.53 | 28.17 | 28.08 | 83.78   | Q     |
| 2    | Henrique Daibert     | BRA Brasil   | 25.53 | 25.61 | 25.53 | 76.67   | Q     |
| 3    | Maximiliano Barberis | CHI Chile    | 23.87 | 23.94 | 23.87 | 71.67   |       |
| 4    | Camilo Corrales      | PAR Paraguai | 12.77 | 12.80 | 12.77 | 38.33   |       |

### Final
Na final os competidores com as melhores pontuações definiram os medalhistas.
| Pos.              | Esquiador        | CON                | Exec. | Int.  | Comp. | Result. |
| ----------------- | ---------------- | ------------------ | ----- | ----- | ----- | ------- |
| Medalha de ouro   | Kai Ditsch       | ARG Argentina      | 29.42 | 29.50 | 29.42 | 88.33   |
| Medalha de prata  | Hunter Smith     | CAN Canadá         | 27.53 | 27.61 | 27.53 | 82.67   |
| Medalha de bronze | Daniel Johnson   | USA Estados Unidos | 26.09 | 26.16 | 26.09 | 78.33   |
| 4                 | Jorge Rocha      | COL Colômbia       | 24.42 | 23.94 | 23.87 | 72.22   |
| 5                 | Pablo Monroy     | MEX México         | 21.65 | 21.71 | 21.65 | 65.00   |
| 6                 | Henrique Daibert | BRA Brasil         | 17.20 | 17.26 | 17.21 | 51.67   |